# ドミトリ・ブリキン
ドミトリ・オレゴヴィッチ・ブリキン（Дмитрий Олегович Булыкин, 1979年11月20日 - ）は、ロシア･モスクワ出身のサッカー選手。ポジションはフォワード。

## 経歴

### クラブ
1986年、FCロコモティフ・モスクワのアカデミーでサッカーを始める。その後、PFC CSKAモスクワなどのアカデミーを経て、1997年にロコモティフ・モスクワへ復帰し、プロデビューを飾る。1999年からレギュラーに定着し、2度のロシア・カップ制覇に貢献した。
2001年からFCディナモ・モスクワへ移籍。FWでありながら、ゴールを量産するタイプではなかったため、2桁得点は最初のシーズンのみであったが、チームの低迷もあり、監督交代が相次いながらも、ディナモ・モスクワの中心選手として4年間活躍し、その間にA代表からも招集されるようになる。しかし、2005年に入ってから、ロシア農業界の大富豪アレクセイ・フェドリチェフがチームを買収し、大型補強の煽りを受け、出場機会が減少していった。その間にアンドレイ・コベレフ監督との確執が囁かれ、ついにディナモ・モスクワを離れることを決意する。
2007年8月28日、ドイツのバイエル・レバークーゼンと1年契約を結ぶ。リーグ戦ではあまりパッとしなかったが、欧州カップ戦では、同年12月19日のFCチューリッヒ戦（UEFAカップ 2007-08）で2得点を挙げる活躍を見せた。
その後は、RSCアンデルレヒト、フォルトゥナ・デュッセルドルフでは鳴かず飛ばずだったが、2010-11シーズンに所属したADOデン・ハーグではこのシーズン前までは2桁得点がわずか1回だけだったブリキンだったが、ここにきて突如として覚醒。ADOもリーグ戦8位と大躍進し、レギュラーシーズン終了後に5〜8位間で行われるプレーオフで見事勝ち抜き、UEFAヨーロッパリーグ 2011-12出場権を獲得した。ブリキンもリーグ2位の21得点を挙げた。
一度レンタル終了に伴い、保有権を持つアンデルレヒトに復帰したが、2011年8月31日、移籍期間ギリギリでアヤックス・アムステルダムへ移籍。同じ新加入組のアイスランド期待の若手コルベイン・シグソールソンとポジションを争うことになる。
2012年7月、アヤックス退団後、ルーク・デ・ヨングの後釜を探していたFCトゥウェンテに1年契約でフリーで移籍。

### 代表
2003年9月9日のEURO2004予選・アイルランド戦でA代表デビュー。次節のスイス戦ではA代表初得点を含むハットトリックを挙げ、チームの勝利に貢献した。その後は主力に定着し、EURO2004のエントリーメンバーに選出。チームはグループリーグで敗退してしまったものの、消化試合であったギリシャ戦ではゴールを挙げ、3戦全敗の危機を救った。しかし、2004年10月13日に行われた2006 FIFAワールドカップ・ヨーロッパ予選・ポルトガル戦（1-7でロシアの敗戦）を最後に歴史的惨敗の戦犯の一人として扱われ、この試合を最後に招集されなくなった。

## 個人成績
2011年5月15日現在
| クラブ成績 | クラブ成績             | クラブ成績       | リーグ | リーグ | カップ      | カップ      | 国際大会   | 国際大会   | 通算 | 通算 |
| シーズン   | クラブ                 | リーグ           | 出場   | 得点   | 出場        | 得点        | 出場       | 得点       | 出場 | 得点 |
| ロシア     | ロシア                 | ロシア           | リーグ | リーグ | ロシア杯    | ロシア杯    | ヨーロッパ | ヨーロッパ | 通算 | 通算 |
| ---------- | ---------------------- | ---------------- | ------ | ------ | ----------- | ----------- | ---------- | ---------- | ---- | ---- |
| 1997       | ロコモティフ・モスクワ | ロシア・プレミア | 2      | 0      | 0           | 0           | 0          | 0          | 2    | 0    |
| 1998       | ロコモティフ・モスクワ | ロシア・プレミア | 18     | 7      | 1           | 1           | 4          | 4          | 23   | 12   |
| 1999       | ロコモティフ・モスクワ | ロシア・プレミア | 26     | 8      | 1           | 1           | 9          | 3          | 36   | 12   |
| 2000       | ロコモティフ・モスクワ | ロシア・プレミア | 22     | 3      | 4           | 1           | 7          | 0          | 33   | 4    |
| 2001       | ディナモ・モスクワ     | ロシア・プレミア | 28     | 10     | 2           | 2           | 3          | 0          | 33   | 12   |
| 2002       | ディナモ・モスクワ     | ロシア・プレミア | 27     | 5      | 1           | 0           | 0          | 0          | 28   | 5    |
| 2003       | ディナモ・モスクワ     | ロシア・プレミア | 28     | 8      | 1           | 0           | 0          | 0          | 29   | 8    |
| 2004       | ディナモ・モスクワ     | ロシア・プレミア | 22     | 1      | 2           | 0           | 0          | 0          | 24   | 1    |
| 2005       | ディナモ・モスクワ     | ロシア・プレミア | 8      | 1      | 1           | 0           | 0          | 0          | 9    | 1    |
| 2006       | ディナモ・モスクワ     | ロシア・プレミア | 10     | 2      | 2           | 1           | 0          | 0          | 12   | 3    |
| ドイツ     | ドイツ                 | ドイツ           | リーグ | リーグ | DFBポカール | DFBポカール | ヨーロッパ | ヨーロッパ | 通算 | 通算 |
| 2007-08    | レバークーゼン         | ブンデス         | 14     | 2      | 0           | 0           | 4          | 3          | 18   | 5    |
| 2008-09    | レバークーゼン         | ブンデス         | 1      | 0      | 0           | 0           | 0          | 0          | 1    | 0    |
| ベルギー   | ベルギー               | ベルギー         | リーグ | リーグ | ベルギー杯  | ベルギー杯  | ヨーロッパ | ヨーロッパ | 通算 | 通算 |
| 2008-09    | アンデルレヒト         | ジュピラーリーグ | 10     | 3      | 2           | 0           | 0          | 0          | 12   | 3    |
| ドイツ     | ドイツ                 | ドイツ           | リーグ | リーグ | DFBポカール | DFBポカール | ヨーロッパ | ヨーロッパ | 通算 | 通算 |
| 2009-10    | デュッセルドルフ       | 2. ブンデス      | 10     | 1      | 1           | 0           | 0          | 0          | 11   | 1    |
| オランダ   | オランダ               | オランダ         | リーグ | リーグ | KNVB杯      | KNVB杯      | ヨーロッパ | ヨーロッパ | 通算 | 通算 |
| 2010-11    | ADO                    | エールディヴィジ | 30     | 21     | 2           | 1           | 0          | 0          | 32   | 22   |
| 通算       | ロシア                 | ロシア           | 191    | 45     | 15          | 6           | 23         | 7          | 229  | 58   |
| 通算       | ドイツ                 | ドイツ           | 24     | 3      | 1           | 0           | 4          | 3          | 29   | 6    |
| 通算       | ベルギー               | ベルギー         | 10     | 3      | 2           | 0           | 0          | 0          | 12   | 3    |
| 通算       | オランダ               | オランダ         | 30     | 21     | 2           | 1           | 0          | 0          | 32   | 22   |
| 総通算     | 総通算                 | 総通算           | 255    | 72     | 20          | 7           | 27         | 10         | 302  | 89   |

### 代表での得点
| #  | 開催年月日     | 開催地   | 対戦国     | 勝敗  | 試合概要                                |
| -- | -------------- | -------- | ---------- | ----- | --------------------------------------- |
| 1. | 2003年9月10日  | モスクワ | スイス     | ○ 4-1 | UEFA EURO 2004予選                      |
| 2. | 2003年9月10日  | モスクワ | スイス     | ○ 4-1 | UEFA EURO 2004予選                      |
| 3. | 2003年9月10日  | モスクワ | スイス     | ○ 4-1 | UEFA EURO 2004予選                      |
| 4. | 2003年10月11日 | モスクワ | ジョージア | ○ 3-1 | UEFA EURO 2004予選                      |
| 5. | 2004年6月20日  | ファロ   | ギリシャ   | ○ 2-1 | UEFA EURO 2004                          |
| 6. | 2004年8月18日  | モスクワ | リトアニア | ○ 4-3 | 親善試合                                |
| 7. | 2004年9月4日   | モスクワ | スロバキア | △ 1-1 | 2006 FIFAワールドカップ・ヨーロッパ予選 |

## 獲得タイトル

### クラブ
FCロコモティフ・モスクワ
- ロシア・カップ : 2回 (1999, 2000)

RSCアンデルレヒト
- ベルギー・スーパーカップ : 1回 (2010)